# 武者戰記 光之變幻篇
武者戰記 光之變幻篇是SD戰國傳系列第十一作，在當時而言，亦可以說是SD戰國傳系列最終章。
故事背景發生在「天星七人眾編」後，以武者飛翼零為首的「討魔光刃隊」（神田版漫畫稱為「機動烈士隊），討伐以萬惡根源「天魔大帝」及其麾下復活的歷代魔頭。而「討魔光刃隊」及大將軍，並無跟隨以往慣例，有漢字名稱，一律只有平假名字號。除「完美高達大將軍」外，光刃隊全部成員，原型機均來自W GUNDAM 無盡的華爾茲。

## 人物介紹

### 討魔光刃隊/機動烈士隊
羽丸/武者飛翼零(羽丸 / 武者ウイングゼロ)
本來是妖術師Hydra的養子，因為「心之玉」覺醒而脫離天魔軍團。可由羽丸變回武者飛翼零，以及高速移動型態「靈鳥Zero Part」，亦可與所有「Custom武具」合體。
武者那吒(武者ナタク)
鐵機武者，幼名那吒坊。為了代表正義一方而製作，獲得龍神之力，而擁有心靈的機械武者。精於槍術，Custom武具為「龍擊」，在能量推展至極限時，更可變成巨大鐵機武者。雖然疾惡如仇，卻不清楚何謂「正義」，因而相當苦惱。
刃丸/武者沙多洛(武者サンドロック)
Custom武者的頭領，幼名刃丸，精通各種武藝，深受大將軍信賴。武術習自天宮北方、緋州之國的流派「七星天劍流」（前作「新SD戰國傳 天星七人眾篇」中劍聖頑駄無的流派）。重視禮儀，處事盡責，往往會將問題一人扛起。
Custom武器「雙刃．炎」，擁有七種變化，包括「十字破碎劍」及「十字弓銃」等。
轟丸/武者重武裝(武者ヘビーアームズ)
精於炮術的戰略家，幼名轟丸，流派「深謀遠慮之法」，重視戰略，作戰時經常為第二、第三部早作籌謀，善於集合身上大炮及重火器，配合戰術作出攻擊，名為「轟流居合之術」。經常以「依我估計……」為口頭禪。
Custom武具為「轟重甲」，可進行二段變化。
忍丸/武者死神(武者デスサイズ)
忍者之里出身的Custom武者，幼名忍丸，忍術高手，卻喜好擔當先鋒。除了壓倒性兵器「大鐮．烈碎牙」外，Custom武具「忍之斗篷」，更擁有銅牆鐵壁的防衛力，一般子彈及妖術都會被一一彈飛。
完美鋼彈大將軍
頑駄無軍團總大將，號稱變幻進化有史以來最強的Custom武者。亦是向武者飛翼零傳授「心之玉」的人，在討魔光刃隊面對危機時予以授救。可與Custom戰馬．白鋼王合體。
完美鋼彈大將軍，在後作「SD鋼彈英雄傳」中，成為天宮之國機兵「武者鋼彈」。
將武者．宇印土（Tallgeese III）
完美鋼彈大將軍軍師，也是繼承祖先，成為「三代目刀流義守」的武者。
小絹
漫畫版人物，女性角色，在漫畫版第貳回-正義之心篇 白鷹山之役中，被羽丸以及武者那吒所救，在白鷹山之役中，親眼目睹羽丸變身成武者飛翼零式，白鷹山之役後，在將武者．宇印土（羽印斗）的宅邸中照顧機動烈士隊的起居。為人個性正直，但也很固執嚴格，尤其是對羽丸。愛情方面，對武者飛翼零式非常有好感。
綾乃
漫畫版人物，女性角色，為武者飛翼零式的妹妹。為一名巫女，由於其巫女的特質，被妖術師Hydra抓去成為天魔大帝的復活的祭品。在個性上是個為了和平而不畏懼死亡的堅強女性。

### 天魔軍團
天魔大帝
自稱「宇宙支配者」的黑暗化身，令天宮之國不斷受到邪惡武者侵略的幕後黑手。體型相當龐大，甚至可以手掌握碎星球。
豪將/妖術師Hydra（Hydra Gundam）
天魔軍團總帥，同時擁有豪將及妖術師雙重人格，為迎接天魔大帝降驅，不斷令歷代的黑暗戰士復活。
魔刃頑馱無
「超sd戰國傳 刀霸大將軍編」中登場的魔界王子。最後在復活不完全的狀態下，與武者死神單挑，結果戰敗。
魔殺驅
魔星大將軍
「SD戰國傳 超機動大將軍篇」登場，為伺機再次侵略天宮，而在地底潛伏。對「大將軍」一位相當執著，更與完美鋼彈大將軍交手而死。
三羅將
魔星手下，同樣可合體成風雲再起。
逆星闇將軍
闇大帝
黑魔神闇皇帝
真闇元帥
大蛇飛驅塞蟲
表面上是發動歷化戰爭的魔王，實際上卻是天魔大帝的分身。

## 中文漫畫資訊以及劇情篇章
作者：神田正宏
原案‧監修：大河原邦男
原作：CRAFT團
SD人物原案：橫井孝二
台灣中文出版：青文出版社
台灣中文譯者：第一集 張惠玲；第二集 張惠玲‧李佩蓉
全2冊
| 集數 | 台灣中譯標題         | 台灣中文版ISBN | 台灣中文版出版日期 |
| ---- | -------------------- | -------------- | ------------------ |
| 1    | 武者戰記 光之變幻篇1 | 957-595-408-4  | 2000年2月15日      |
| 2    | 武者戰記 光之變幻篇2 | 957-595-643-5  | 2000年10月15日     |

第壹回   雪白羽翼的青年武者
第貳回   正義之心
第參回   突擊作戰
第肆回   名為正義的羈絆
第伍回   磨練心志
第陸回   兩名黑武者
第柒回   心靈合而為一
第捌回   這就是最強進化型態
第玖回   暗黑之門出現
第拾回   大將軍出擊
第拾壹回 闇之邪神天魔大帝
最終回   無限的未來

## 外部連結
- 無國界SD高達大聯盟